# Paul Niedermaier
Paul Helmut Niedermaier (n. 25 iulie 1937, Sibiu, România) este un istoric, arhitect, membru titular al Academiei Române, de etnie germană.

## Biografie
Paul Niedermaier a studiat la Institutul de Arhitectură „Ion Mincu” din București. Începând cu 1971 a fost angajat la Centrul de Științe Sociale din Institutul de Cercetări Socio-Umane din Sibiu, devenind director în anul 1994. Printre domeniile sale de interes se numără: istoria urbanismului, istoria orașelor, istoria habitatului, demografia istorică, istoria arhitecturii și istoria culturii. A fost membru corespondent al Academiei Române din anul 2001, iar în 2018 a devenit primul sas care a fost ales membru titular.

## Publicații
Principalele volume:
- Dezvoltarea centrelor istorice ale orașelor medievale din Transilvania până la sfârșitul secolului al XVI-lea, teza de doctorat, 1975
- Siebenbürgische Städte. Forschungen zur städtebaulichen und architektonischen Entwicklung von Handwerksorten zwischen dem 12. und 16. Jahrhundert, București, Editura Kriterion, 1979, 320 p. Köln-Wien, Editura Böhlau, 1979, 316 p.
- Atlas istoric al orașelor din România. Sighișoara / Städtegeschichteatlas Rumäniens. Schäβburg; fascicol C1, în Editura Enciclopedică, București 2000, 24 p. format mare (autor al textului, echivalent 200 p. standard).
- Der mittelalterliche Städtebau in Siebenbürgen, im Banat und Kreischgebiet. Partea. I-a, 1996, Arbeitskreis für Siebenbürgische Landeskunde Heidelberg, 324 p.
- Städtebau im Mittelalter. Siebenbürgen, Banat, Kreischgebiet. 1242-1347 (Partea a II-a, Köln-Weimar-Wien, Editura Böhlau, 2002, 296 p.
- Städtebau im Spätmittelalter. Siebenbürgen, Banat und Kreischgebiet. 1348-1542 (Partea a III-a, Köln - Weimar - Wien, Editura Böhlau, 2004, 306 p.
- Städte, Dörfer, Baudenkmäler. Studien zur Siedlungs- und Baugeschichte Siebenbürgens, Editura Böhlau, 2008, 159 p., ISBN 978-3-412-20047-3

## Distincții
- Cetățean de onoare al Sibiului - 13 februarie 2014[8]
- Ordinul „Bundesverdienstkreuz am Bande“ - 31 ianuarie 2013[9] înmânat de consulul Germaniei Judith Urban, în calitate de reprezentantă a președintelui Germaniei.
- Ordinul național „Pentru Merit” în grad de Cavaler (1 decembrie 2000) „pentru realizări artistice remarcabile și pentru promovarea culturii, de Ziua Națională a României”[10]
- Ordinul Național "Serviciul Credincios" în grad de Ofițer, 1 decembrie 2017[11]